# Ministrowie rozwoju międzynarodowego Wielkiej Brytanii
Minister ds. rozwoju międzynarodowego (en. Secretary of State for International Development) był dawnym brytyjskim urzędnikiem stojącym na czele departamentu rozwoju międzynarodowego, który zajmował się pomocą rozwojową ze strony Wielkiej Brytanii dla innych krajów, zwłaszcza państw Trzeciego Świata. Powstał on w 1964 r. jako ministerstwo rozwoju zamorskiego. W 1970 r. zostało połączone z Foreign Office, gdzie dotychczasowy kierownik ministerstwa rozwoju zamorskiego posiadał rangę ministra stanu. W latach 1997–2020 ministerstwo stało się na powrót samodzielne.

## Ministrowie rozwoju zamorskiego
| Minister          | Czas urzędowania                       |
| ----------------- | -------------------------------------- |
| Barbara Castle    | 18 października 1964 – 23 grudnia 1965 |
| Anthony Greenwood | 23 grudnia 1965 – 11 sierpnia 1966     |
| Arthur Bottomley  | 11 sierpnia 1966 – 29 sierpnia 1967    |
| Reginald Prentice | 29 sierpnia 1967 – 6 października 1969 |
| Judith Hart       | 6 października 1969 – 19 czerwca 1970  |
| Richard Wood      | 23 czerwca 1970 – 15 października 1970 |

## Ministrowie ds. rozwoju międzynarodowego
| Minister                    | Czas urzędowania                      |
| --------------------------- | ------------------------------------- |
| Clare Short                 | 3 maja 1997 – 12 maja 2003            |
| Valerie Amos, baronowa Amos | 12 maja 2003 – 6 października 2003    |
| Hilary Benn                 | 6 października 2003 – 27 czerwca 2007 |
| Douglas Alexander           | 28 czerwca 2007 – 11 maja 2010        |
| Andrew Mitchell             | 12 maja 2010 – 4 września 2012        |
| Justine Greening            | 4 września 2012 – 14 lipca 2016       |
| Priti Patel                 | 14 lipca 2016 – 8 listopada 2017      |
| Penny Mordaunt              | 9 listopada 2017 – 1 maja 2019        |
| Rory Stewart                | 1 maja 2019 – 24 lipca 2019           |
| Alok Sharma                 | 24 lipca 2019 – 13 lutego 2020        |
| Anne-Marie Trevelyan        | 13 lutego 2020 – 2 września 2022      |